# Maarzaf
Ma'arzaf (tiếng Ả Rập: معرزاف) là một ngôi làng ở phía bắc Syria, một phần hành chính của Tỉnh Hama, nằm về phía tây bắc của Hama. Các địa phương gần đó bao gồm Asilah ở phía tây, Mahardah ở phía bắc, Khitab ở phía đông và Umm al-Tuyur ở phía nam. Theo Cục Thống kê Trung ương Syria, Kafr Zita có dân số 3.175 trong cuộc điều tra dân số năm 2004. Cư dân của nó chủ yếu là người Hồi giáo Sunni. Ma'arzaf chứa ấp al-Qubair, được chú ý trên toàn cầu vào năm 2012 với tư cách là nơi xảy ra vụ thảm sát al-Qubair.